# Comuna Pîkoveț, Kozeatîn
Pîkoveț (în ucraineană Пиковець) este o comună în raionul Kozeatîn, regiunea Vinnița, Ucraina, formată din satele Pîkoveț (reședința) și Pustoha.

## Demografie
Componența lingvistică a satului Pîkoveț
     Ucraineană (98,31%)
     Rusă (1,69%)
Conform recensământului din 2001, majoritatea populației satului Pîkoveț era vorbitoare de ucraineană (98,31%), existând în minoritate și vorbitori de rusă (1,69%).